# Булатов, Рустем Баянович
Русте́м Бая́нович Була́тов (баш. Рөстәм Баян улы Булатов; 26 июля 1980, Уфа, Башкирская АССР) — российский рок-музыкант, вокалист (с 1997 года) и автор текстов группы «Lumen». С 2014 года вокалист и автор текстов группы «23».

## Биография
Родился 26 июля 1980 года в Уфе.
Образование — неоконченное высшее юридическое. Рустем бросил учёбу на пятом курсе перед самым дипломом. Как позже признался в одном из своих интервью сам музыкант, профессия юриста показалась ему «не очень чистой» в моральном и духовном плане:
Уже на втором курсе мы помогали малоимущим, и нас допускали к ведению дел в суде. Успел даже принять участие в некоторых баталиях. Правда, первое же дело сильно огорчило. Пришлось воевать с администрацией города, которая обидела дедушку-пенсионера. Чиновники просто не приходили на заседания, и в конце концов дедушка сдался. Сказал, что не доживёт до решения суда. Так я и начал понимать, что всё это немного не моё.
Я бросил юридический факультет. Во-первых, потому что время было такое, непонятно, какой кодекс действует. А во-вторых, я понял, что музыка это мое и с головой ушел в неё, — рассказал солист группы Lumen Рустем Булатов.

Биография Рустема Булатова нераздельна с биографией группы Lumen. Как вокалист и автор песен, был признан слушателями лидером группы, однако, сам он себя лидером группы не считает. Псевдоним «Тэм» — является сокращением от его настоящего имени. Несмотря на свою популярность, продолжает жить в Уфе. Был женат. Растит двоих сыновей. Сейчас женат второй раз.
В 2019 году презентовал книгу «Гори, чтобы светить!», в которой опубликовал самые популярные тексты песен Lumen, а также ранее не изданные стихотворения.

## Творчество и общественно-политические взгляды
В основе лирики Рустема Булатова лежит социальная проблематика, внутренние переживания человека, не принимающего обывательского мира, при этом, по словам Тэма, он пытается «расшевелить людей на „подумать“, а не на „подраться“»:
Книжка тихого Герцена гораздо круче двух десятков самых оголтелых рокеров — в ней гораздо больше протеста.
Значительное место в творчестве занимает проблема взаимодействия человека и государства, в частности, уровень ответственности тех, кто находится у власти:
Лейтенант милиции, который чувствует свою безнаказанность и который творит всё, что ему вздумается, лично для меня нисколько не лучше, чем рядовой СС.
и тех, кто их выбирает:
Нам плохо не потому, что нам сделали плохо, а потому, что мы этого заслуживаем. И когда каждый из нас сумеет найти в себе силы, чтобы измениться... тогда и только тогда мы будем жить в том мире, который мы на тот момент будем заслуживать.
Не менее важную часть в лирике лежит проблема любви и взаимоотношений между людьми:
Постепенно приходишь к мысли, что о любви нужно говорить. Раньше это чувство было нас чем-то очевидным: ну любовь, ну зачем о ней говорить ещё раз. Теперь мы понимаем, что нет, что о любви говорить не устанешь никогда.
У людей может быть совершенно разное отношение к любви:
Тот, кто долго был одинок, по-другому будет относиться к любви и к тем отношениям, которые он строит. Тот, кто не был одинок никогда, сможет легко пойти на размены, и не поймёт всей ценности любви.

## Релизы

### В составеLumen
С момента создания группы является бессменным вокалистом и автором текстов всех песен коллектива (за исключением кавер-версий песен других исполнителей). На 2024 год, группа выпустила десять студийных альбомов и девять концертных.
- 2003 — Без консервантов
- 2004 — Три пути
- 2005 — Одной крови
- 2005 — Свобода
- 2006 — Дыши
- 2007 — Правда?
- 2007 — Буря
- 2009 — Мир
- 2011 — Лабиринт
- 2012 — На части
- 2013 — Нет времени для любви
- 2014 — Акустика
- 2015 — Всегда 17 — всегда война
- 2016 — Хроника бешеных дней
- 2018 — XX лет. Избранное
- 2018 — Забытое и найденное
- 2019 — Тёмные ночи. Бэтмен. Металл.
- 2019 — Культ пустоты
- 2019 — XX LIVE
- 2020 — Покажите солнце
- 2021 — Без консервантов. Live
- 2022 — Диссонанс
- 2024 — Над пропастью...
- 2024 — Lumen & Orchestra (Live)

### Сотрудничество
Помимо творческой деятельности в составе Lumen, Тэм сотрудничает с музыкантами дружественных коллективов в качестве приглашённого вокалиста.
- Пилот — Шнурок
- МанифестЪ — Эхо прощаний (также в треке участвовал Руставели)
- Louna — Кому веришь ты?
- Светотень — Ножи-пистолеты
- Тараканы! — Я смотрю на них
- Кошки Jam — Тайные трассы
- Кошки Jam — В никуда
- Порнофильмы — Наши имена
- Светотень — Как снег
- 7000$ — Пламя свободы
- FACTOREAL — Моя Вера
- Revolta — Со мной
- Таверна — Новое время
- ДДТ — В бой
- FPG — Ломай
- Sir Yoga — Друг